# Несправжній удав коронований
Несправжній удав коронований (Pseudoboa coronata) — неотруйна змія з роду Несправжній удав родини Вужеві.

## Опис
Загальна довжина досягає 60 см. Голова вузька, помірного розміру. Тулуб довгий, стрункий. Головною ознакою цього виду є наявність на задній частині тулуба або на першій третині хвоста значно збільшених лусочок середніх рядків. Забарвлення молодих особин блідо—червоний, на якому різко виступає майже яйцеподібна, темно—бура пляма на задній частині голови, так звана корона. Також є темно—буре поперечне кільце на шиї і далі назад ще кілька дрібних, неправильно розташованих цяток того ж кольору. З віком колір темнішає, особливо на спині, плями зникають. Черево білого забарвлення.

## Спосіб життя
Полюбляє тропічні ліси, м'які ґрунти. Значний час проводить на землі. Активний у присмерку. Харчується ящірками, гризунами.
Це яйцекладна змія.

## Розповсюдження
Мешкає у Гаяні, Суринамі, Гвіані, північно-східній
Бразилії, Колумбії, Венесуелі, Еквадорі, Перу, Болівії.